# Trà Cang
Trà Cang là một xã thuộc huyện Nam Trà My, tỉnh Quảng Nam, Việt Nam.
Xã Trà Cang có diện tích 105,67 km², dân số năm 2019 là 4.174 người, mật độ dân số đạt 40 người/km².